# Utzenstorf
Utzenstorf är en ort och kommun i distriktet Emmental i kantonen Bern, Schweiz. Kommunen har 4 514 invånare (2023).